# 盧特河 (拉赫特河支流)
52°38′47.87″N 10°17′21.55″E / 52.6466306°N 10.2893194°E

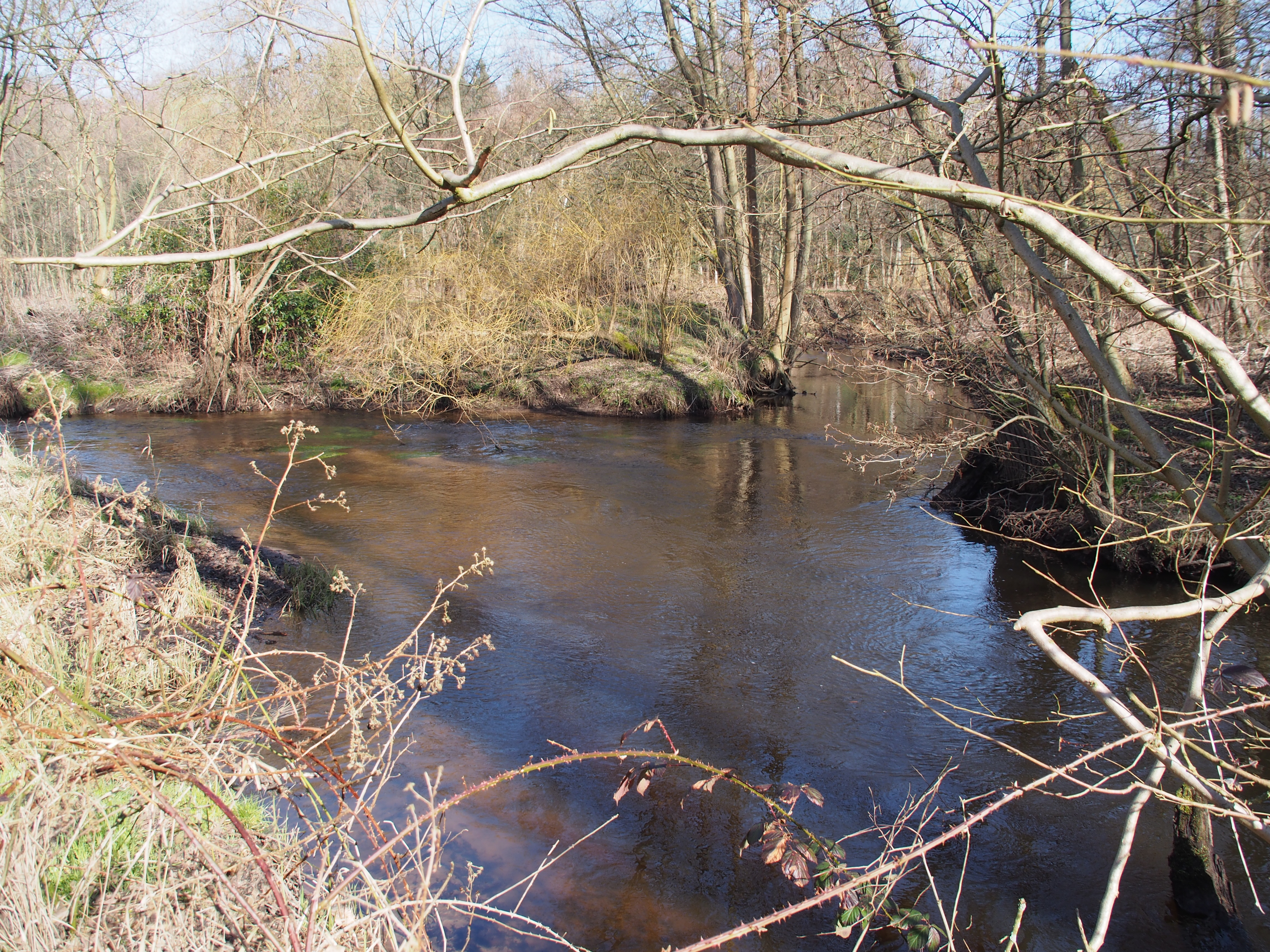
盧特河（拉赫特河支流）

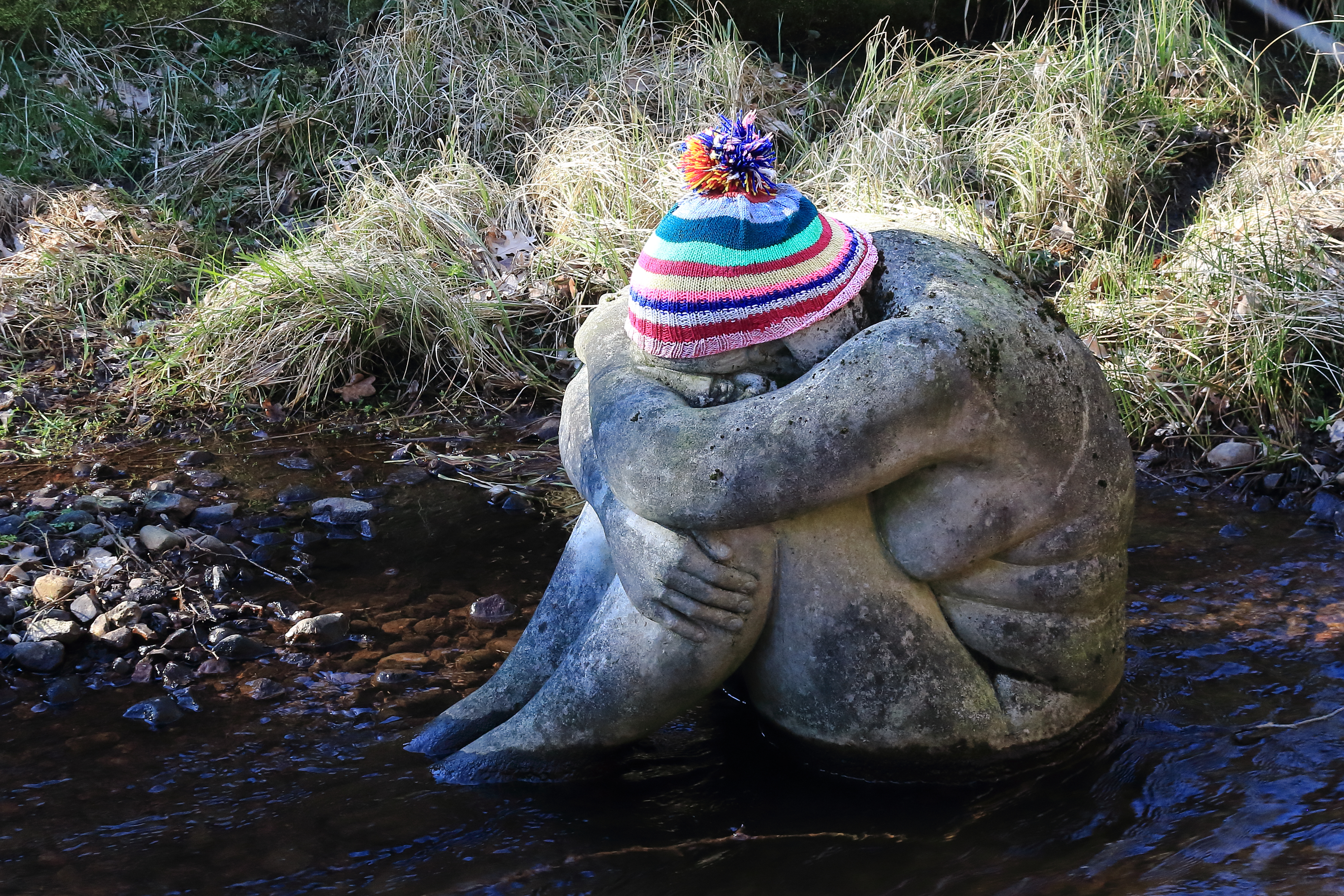
河上藝術品

盧特河（德語：Lutter），是德國的河流，位於該國西北部，由下薩克森州負責管轄，屬於拉赫特河的右支流，處於呂訥堡石楠草原，河道全長25公里，流域面積148平方公里。